# Garcinia desrousseauxii
Garcinia desrousseauxii är en tvåhjärtbladig växtart som beskrevs av Jean Baptiste Louis Pierre. Garcinia desrousseauxii ingår i släktet Garcinia och familjen Clusiaceae. Inga underarter finns listade i Catalogue of Life.